# Sangsan
Sangsan är ett berg i Sydkorea.   Det ligger i provinsen Gyeonggi, i den norra delen av landet, 50 km norr om huvudstaden Seoul. Toppen på Sangsan är 314 meter över havet.
Terrängen runt Sangsan är kuperad åt sydväst, men åt nordost är den platt. Runt Sangsan är det ganska tätbefolkat, med 207 invånare per kvadratkilometer. Närmaste större samhälle är Yangju, 17,0 km söder om Sangsan. I omgivningarna runt Sangsan växer i huvudsak blandskog.